# Markus Werkle-Bergner
Markus Werkle-Bergner (* 21. Juli 1976 in Neunkirchen/Saar) ist ein deutscher Psychologe auf dem Gebiet der Entwicklungspsychologie und der kognitiven Neurowissenschaften.

## Leben
Nach Abitur 1996 am Gymnasium Ottweiler und Zivildienst in Mainz studierte Werkle-Bergner von 1997 bis 2004 Psychologie, Volkswirtschaftslehre und Philosophie an der Universität des Saarlandes in Saarbrücken. An der Humboldt-Universität zu Berlin erwarb er 2009 den Dr. rer. nat. in Psychologie. Die Habilitation folgte 2019 an der Ruhr-Universität Bochum.
Nach seinem Diplom in Psychologie an der Universität des Saarlandes wechselte Werkle-Bergner 2004 an das Max-Planck-Institut für Bildungsforschung in Berlin, zunächst als Doktorand, später als Forschungsgruppenleiter und Senior Research Scientist. Von 2009 bis 2019 war er Co-Leiter des Projektbereichs „Kognitive und neuronale Dynamik von Gedächtnisprozessen über die Lebensspanne “ des Forschungsbereichs Entwicklungspsychologie (Direktor: Ulman Lindenberger). Seit Herbst 2019 leitet er dort den Projektbereich "Rhythmen von Gedächtnis und Kognition über die Lebensspanne (RHYME)". Im akademischen Jahr 2018/2019 vertrat er zudem die Professur für Biologische Psychologie am Institut für Psychologie der Universität der Bundeswehr München.
Während seiner Promotionszeit war Werkle-Bergner Fellow der International Max Planck Research School on the Life Course (LIFE). Im Jahr 2017 erhielt er ein Jacobs Early Career Research Fellowship der Jacobs Stiftung.
In seiner Forschung untersucht Werkle-Bergner, wie entwicklungs- und alterungsbedingte Veränderungen auf neuronaler Ebene mit persönlichen Lernerfahrungen interagieren und so interindividuelle Unterschiede im Verhalten bedingen. Insbesondere interessiert er sich für die biologischen und neurowissenschaftlichen Grundlagen von altersabhängigen Unterschieden in kognitiven Funktionen wie Wahrnehmung, Aufmerksamkeit und Gedächtnis.
Werkle-Bergner ist verheiratet und hat zwei Kinder. Er lebt in Berlin.

## Schriften (Auswahl)
- B. E. Muehlroth, M. C. Sander, Y. Fandakova, T. H. Grandy, B. Rasch, Y. L. Shing, M. Werkle-Bergner: Precise slow oscillation-spindle coupling promotes memory consolidation in younger and older adults. In: Scientific Reports. Band 9, 2019, S. 1940. doi:10.1038/s41598-018-36557-z
- A. Keresztes, C. T. Ngo, U. Lindenberger, M. Werkle-Bergner, N. Newcombe: Hippocampal maturation drives memory from generalization to specificity. In: Trends in Cognitive Sciences. Band 22, 2018, S. 676–686. doi:10.1016/j.tics.2018.05.004
- A. Keresztes, A. D. Bender, N. C. Bodammer, U. Lindenberger, Y. L. Shing, M. Werkle-Bergner: Hippocampal maturity promotes memory distinctiveness in childhood and adolescence. In: Proceedings of the National Academy of Sciences. Band 114, 2017, S. 9212–9217. doi:10.1073/pnas.1710654114
- T. H. Grandy, U. Lindenberger, M. Werkle-Bergner: When group means fail: Can one size fit all? In: bioRxiv. 2017. doi:10.1101/126490
- J. D. Karch, M. C. Sander, T. von Oertzen, A. M. Brandmaier, M. Werkle-Bergner: Using within-subject pattern classification to understand lifespan age differences in oscillatory mechanisms of working memory selection and maintenance. In: NeuroImage. Band 118, 2015, S. 538–552. doi:10.1016/j.neuroimage.2015.04.038
- M. Werkle-Bergner, T. H. Grandy, C. Chicherio, F. Schmiedek, M. Lövdén, U. Lindenberger: Coordinated within-trial dynamics of low-frequency neural rhythms controls evidence accumulation. In: Journal of Neuroscience. Band 34, 2014, S. 8519–8528. doi:10.1523/JNEUROSCI.3801-13.2014
- M. C. Sander, U. Lindenberger, M. Werkle-Bergner: Lifespan age differences in working memory: A two-component framework. In: Neuroscience & Biobehavioral Reviews. Band 36, 2012, S. 2007–2033. doi:10.1016/j.neubiorev.2012.06.004
- Y. L. Shing, M. Werkle-Bergner, S.-C. Li, U. Lindenberger: Associative and strategic components of episodic memory: A lifespan dissociation. In: Journal of Experimental Psychology: General. Band 137, 2008, S. 496–513. doi:10.1037/0096-3445.137.3.495
- M. Werkle-Bergner, V. Müller, S.-C. Li, U. Lindenberger: Cortical EEG correlates of successful memory encoding: Implications for life-span comparisons. In: Neuroscience & Biobehavioral Reviews. Band 30, 2006, S. 839–854. doi:10.1016/j.neubiorev.2006.06.009